# Qarneh
Qarneh (persiska: Qarneh-ye Pā’īn, قرنه) är en ort i Iran.   Den ligger i provinsen Khorasan, i den nordöstra delen av landet, 800 km öster om huvudstaden Teheran. Qarneh ligger 913 meter över havet och antalet invånare är 341.
Terrängen runt Qarneh är platt åt nordväst, men åt sydost är den kuperad. Runt Qarneh är det ganska tätbefolkat, med 185 invånare per kvadratkilometer. Qarneh är det största samhället i trakten. Omgivningarna runt Qarneh är i huvudsak ett öppet busklandskap.